# كيث غريفين (اقتصادي)
كيث غريفين (بالإنجليزية: Keith Griffin)‏ هو اقتصادي أمريكي، ولد في 1938.